# Duro (Star Wars)
Duro es un planeta ficticio del universo de ficción de la saga Star Wars.

## Habitantes
Los habitantes de este planeta son los duros, una especie antropomorfa color verde y con cabeza más grande que la humana, sin nariz y con ojos color rojo.

## Características
Duro, ubicado en el Sector Corelliano, fue uno de los muchos mundos del centro galáctico que fue contaminado por la tecnología. Duro ya conocía el viaje espacial pero los largos recorridos vinieron con hipermotor. El planeta sufrió entonces una revolución. Antes de la Antigua República el mundo no era más que un explotado mundo agrícola. Los largos recorridos hicieron que los duros colonizasen otros mundos, se volviesen viajeros e importasen a su planeta nuevas tecnologías. 
Formaron parte de la república prácticamente tras ser creada esta. Las nuevas tecnologías sembraron el planeta de plantas agrícolas. Pasado el tiempo Duro se convirtió en un planeta estéril. No dejando descansar a las tierras, éstas se erosionaron y pudrieron. Los duros demostraron poco interés por recobrar su mundo y sólo unos pocos quedaron a trabajarlo. El resto se convirtieron en viajeros y trajeron varias estaciones espaciales gigantes en las que vivir, como Jyvus.
Durante las Guerras Mandalorianas sus ciudades espaciales fueron atacadas por los señores de la guerra mandalorianos en sus droides basilisk, convirtiéndose en el objetivo más alejado del Borde Exterior. Se creé que permaneció conquistado un tiempo hasta que los jedi de Revan retomaron el planeta.
Duro participó en las Guerras Clon tres milenios después, cuando el General Grievous arrebató el planeta a la República fácilmente y lo unió a la Confederación. Las ciudades espaciales volviero a ser el blanco principal. El ataque a Duro sirvió para atemorizar al Sector Corelliano.
El imperio tomó el mundo a la fuerza. No obstante, los Duros se unirían a la Alianza Rebelde, estando entre sus fundadores y miembros más poderosos, junto a Alderaan, Mon Calamari, Chandrila y Corellia.
Durante la invasión de los yuuzhan vong, los refugiados de planetas conquistados trabajaban en ciudades cúpula sobre la superficie, restaurando el planeta. Una serie de traiciones y acuerdos situaron a los yuuzhan vong sobre el planeta, conquistándolo sin apenas dar tiempo a evacuar a un centenar de seres. Transcurrida la Invasión, el planeta fue liberado y volvió a la Nueva República, ahora Alianza Galáctica.